# 硫化亚锡
硫化亚锡是一种无机化合物，化学式为SnS。它出现在罕见的硫锡矿中。

## 制备
硫化亚锡可由单质直接化合得到，为灰色晶体。
Sn + S —Δ→ SnS
如果将硫化氢通入Sn2+（如氯化亚锡）溶液中，可以得到暗棕色沉淀，为水合物。该水合物很容易脱水，形成无水物。
SnCl2 + H2S → SnS↓ + 2 HCl
用锡和石墨作为电极，在硫代硫酸钠溶液中交流电解，得到黑色的SnS。
将无水硫氰酸钾熔融至开始出现蓝色（约450℃）之后，缓慢加入二氧化锡，反应结束后继续加热一段时间，缓慢冷却，用水处理熔融物，过滤后得到SnS。
SnO2 + 2 KSCN → SnS + K2S + 2 CO↑ + N2↑

## 化学性质
硫化亚锡可溶于3~4mol/L的盐酸和2mol/L的氢氧化钠溶液。它和氯化氢加热才能反应。
硫化亚锡不溶于碱金属硫化物及(NH4)2S，但溶于(NH4)2S2，因为多硫化物将Sn(II)氧化为了Sn(IV)：
SnS + (NH4)2S2 → (NH4)2SnS3
此外，FeCl3和CuCl2的热溶液也能将SnS氧化：
4 FeCl3 + SnS → SnCl4 + 4 FeCl2 + S
4 CuCl2 + SnS → SnCl4 + 4 CuCl + S （CuCl可与SnS进一步发生复分解反应）